# Carea innocens
Carea innocens är en fjärilsart som beskrevs av Swinhoe 1918. Carea innocens ingår i släktet Carea och familjen trågspinnare. Inga underarter finns listade i Catalogue of Life.